# Waveboard

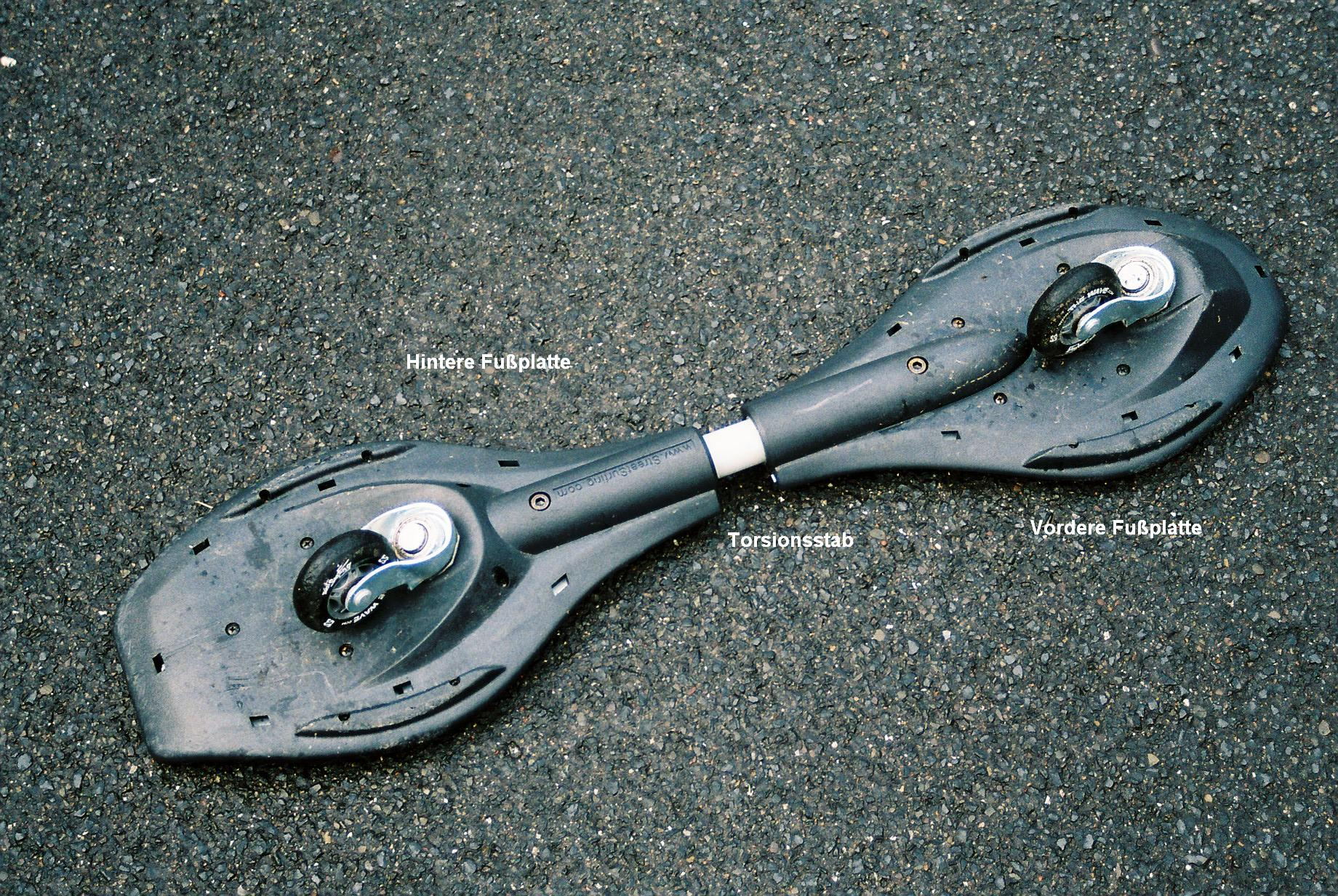
Waveboardens undersida

En Waveboard liknar en snakeboard, fast med endast två hjul. Man tar sig fram genom att gunga/pumpa sig fram. Waveboardens utseende kan liknas vid två paddelliknande delar som går att vicka åt sidorna med hjälp av en fjäder i mitten. Fjädern skyddas av ett metall/plasthölje beroende på modell. Hjulupphängningen påminner om en kundvagns. Att åka på Waveboarden kan liknas med att åka snowboard fast på asfalt. Det är också kul för barnen, för att de kommer att ha något att göra, t.ex. tricks eller träna på den.